# Plovárna na Výsluní
Plovárna na Výsluní, nazývaná také Přírodní koupací Biotop, je malé koupaliště na úpatí kopce Strážiště ve slezské obci Úvalno v okrese Bruntál v Moravskoslezském kraji. V blízkosti koupaliště se nachází rozhledna Strážiště. Koupaliště funguje na principu biologického čištění vody, což je unikát, je jediné svého druhu v kraji a jedno z dvaceti v celé České republice. Svou polohou nabízí výhled na Opavsko a Beskydy, ale také lze zahlédnout haldu v Rydułtowech nebo elektrárnu v Rybniku. Plovárna je díky své unikátnosti hojně vyhledávaná zejména přespolními turisty z celého Moravskoslezského kraje ale i Polska, průměrně jí navštíví 150 osob za den. Je vzdálená z Opolí 92 km, Kandřína-Kozlí 57 km a Ratiboře 40 km.

## Historie
Původní koupaliště bylo otevřeno v roce 1976 v rámci socialistické „Akce Z“ a bylo v provozu do roku 2001  kdy jeho činnost byla ukončena z důvodu zvyšujících se nákladů na provoz. V roce 2010 se objevily myšlenky na znovuobnovení koupaliště, v roce 2013 se začal připravovat projekt, celkové náklady na znovuobnovení koupaliště činily 8 milionů korun a dalších 400 tisíc korun připadlo na vybudování hřiště. Nové koupaliště bylo otevřeno na místě toho původního v roce 2017.

## Další informace
V areálu koupaliště jsou pro návštěvníky k dispozici převlékárny, knihobudka, občerstvení, bar s míchanými alkoholickými a nealkoholickými koktejly, záchody a sprchy. Je zde možnost si zahrát stolní tenis, kuželky, tenis a volejbal, součástí areálu je i tobogán. Koupaliště je v provozu od června do září. Vstup je zpoplatněn, po 16. hodině je levnější. Na hoře nad bufetem se nachází dětské hřiště. Konají se zde různé kulturní akce. O stín zde není nouze neboť v areálu plovárny rostou borovice pinie. Vstupenky se prodávají v okénku u vchodu, pokud je zavřené prodávají se také v bufetu. Na místě je také bezplatné parkoviště. Lze se domluvit jak česky tak i anglicky. Poblíž místa je možné i kempovat, vše je ale nutné předem ohlásit na obecním úřadě.

## Technické parametry
Vstupní budova s provozním zázemím a budovy bufetů jsou obloženy dřevem, v areálu jsou pak dále rozmístěny dřevěná podia a různě rozmístěné kameny. Bazén má rozměry 25,5x23,0 m, minimální hloubka je 0,4 m, maximální hloubka je 2,8 m, celkový objem vody činí 685,63 m³, stěny původní betonové nádrže byly navýšeny o 70 centimetrů, recyklace vody je zajištěna biologickými procesy. Do bazénu se napouští voda z vrtu u nádraží, převýšení k místu koupaliště je 100 metrů. Voda napuštěná v bazénu vydrží pět let, před zimou se jen trochu odpustí a na jaře se celý bazén vysaje a doplní chybějící voda. Celková kapacita areálu koupaliště je 500 lidí. Za pozornost stojí také úhledně zastřižený trávník.

## Galerie

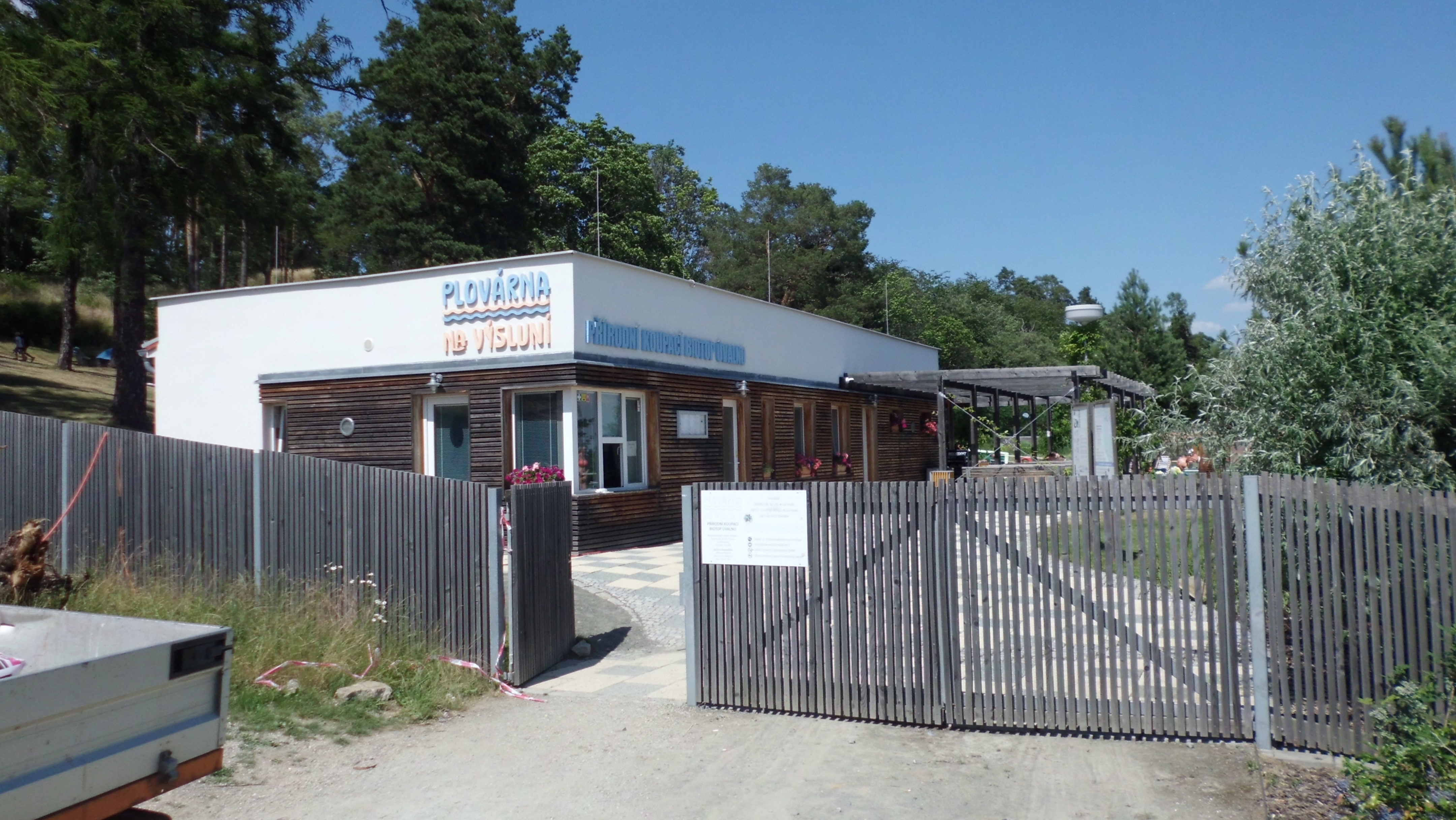
Vstup
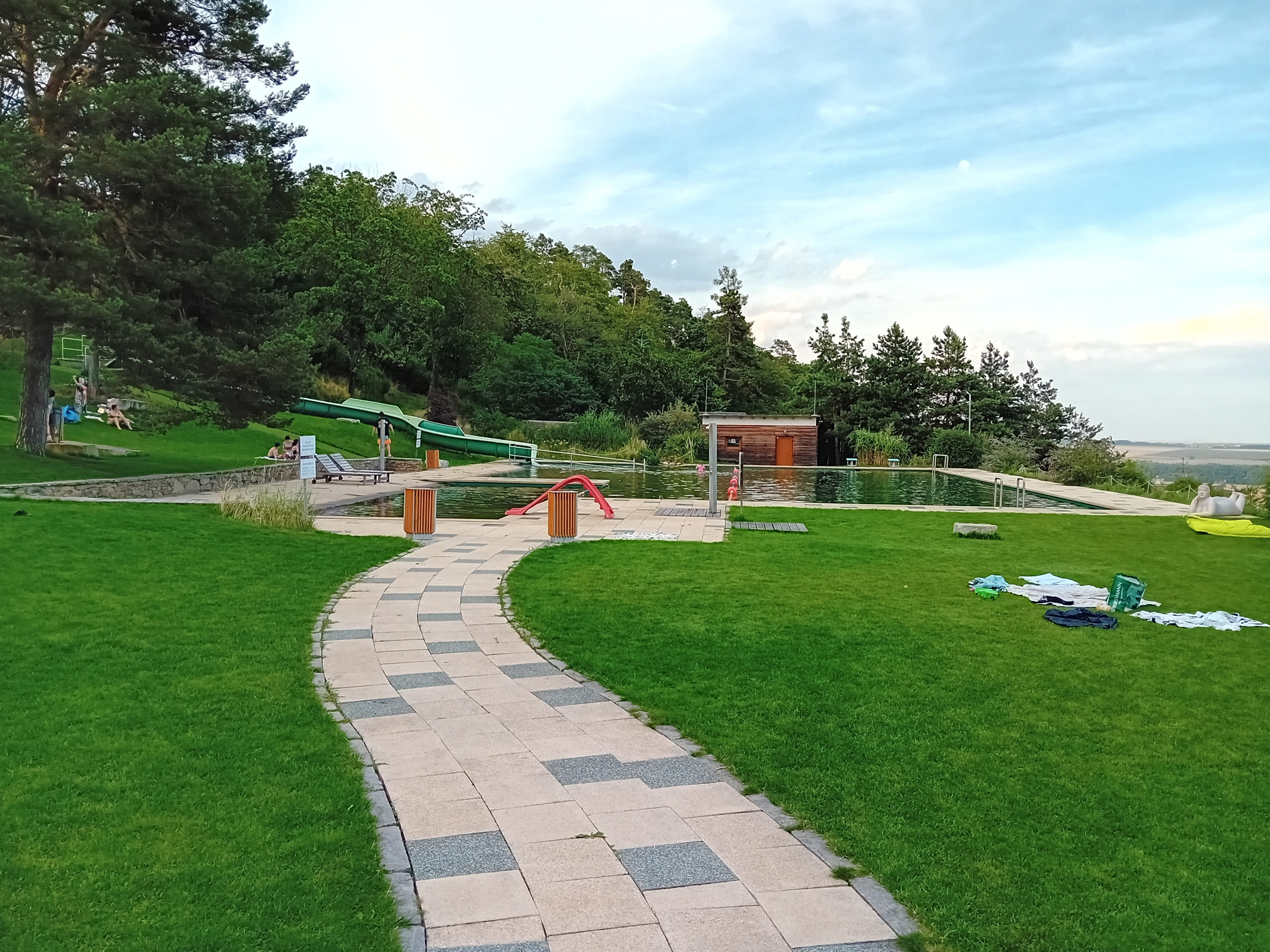
Areál koupaliště
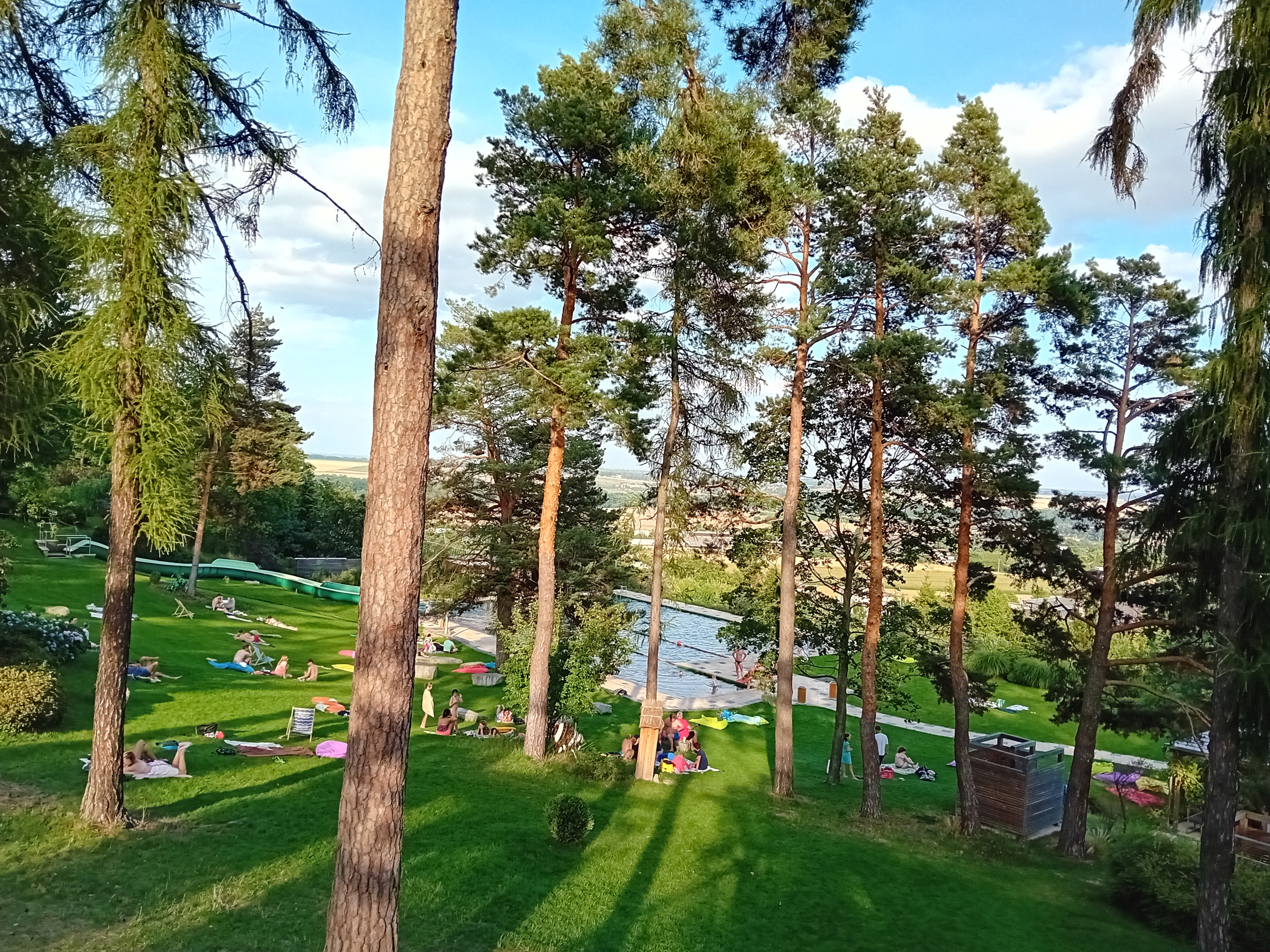
Areál koupaliště
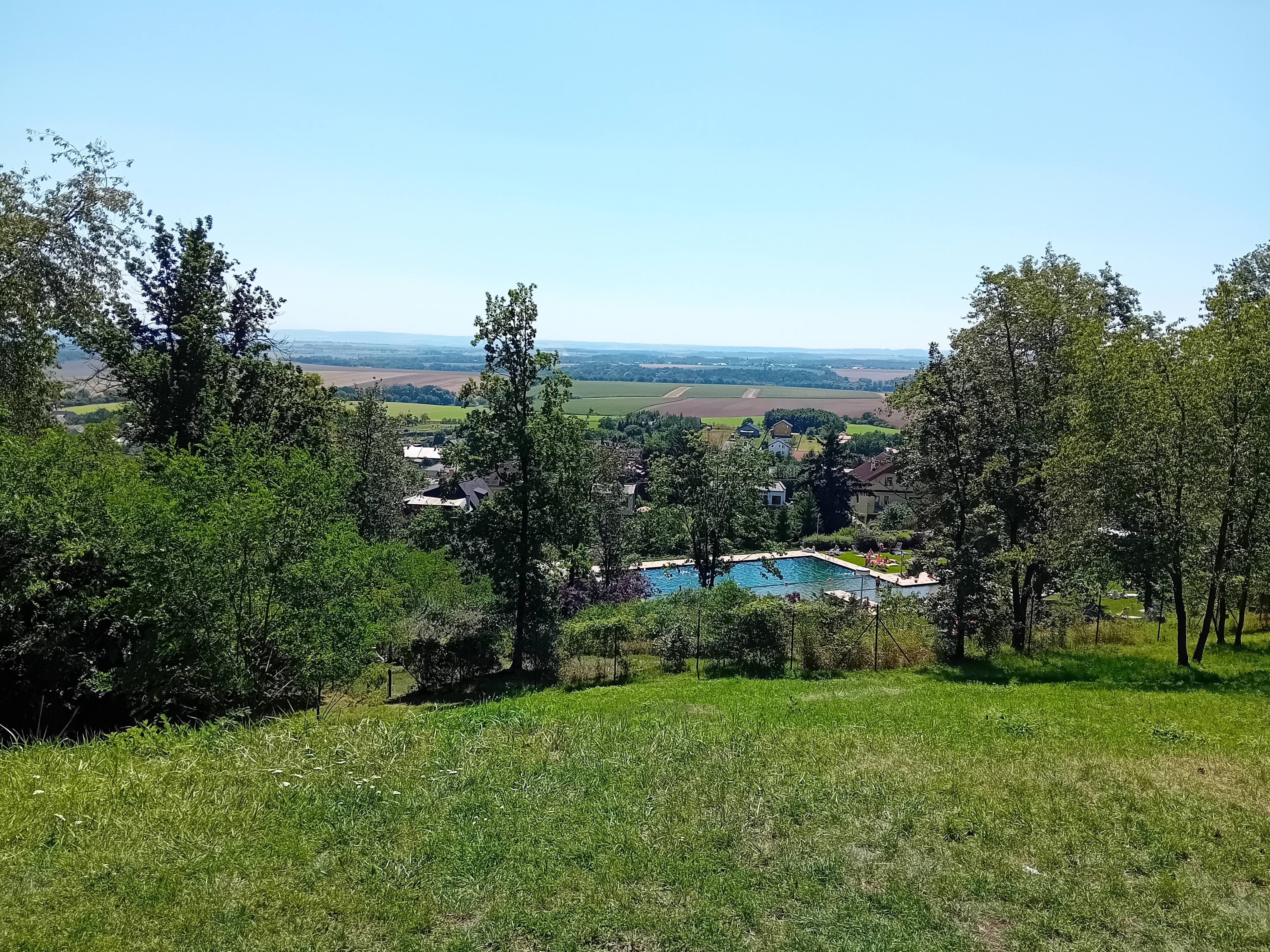
Pohled od rozhledny
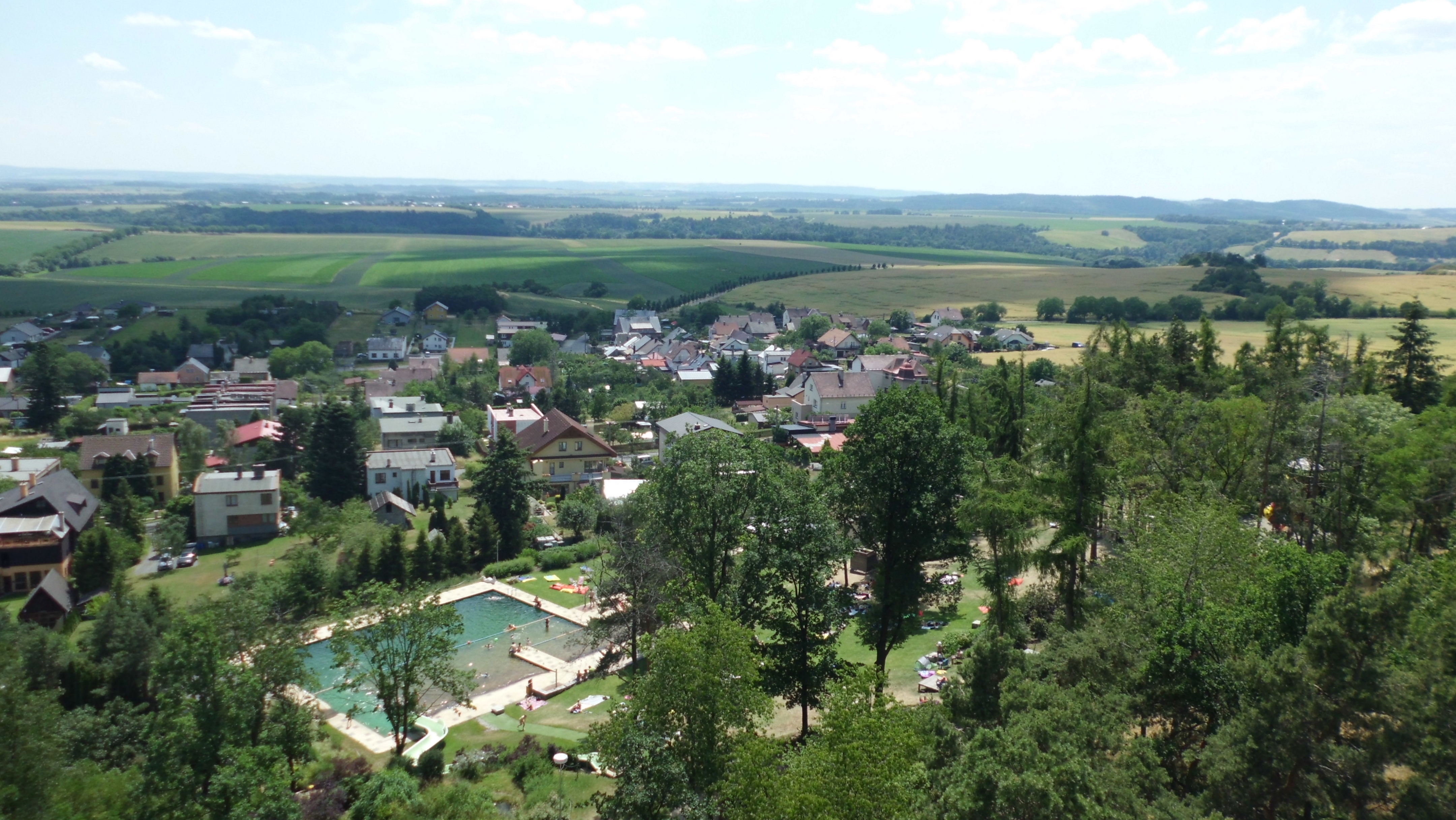
Pohled z vrcholu rozhledny
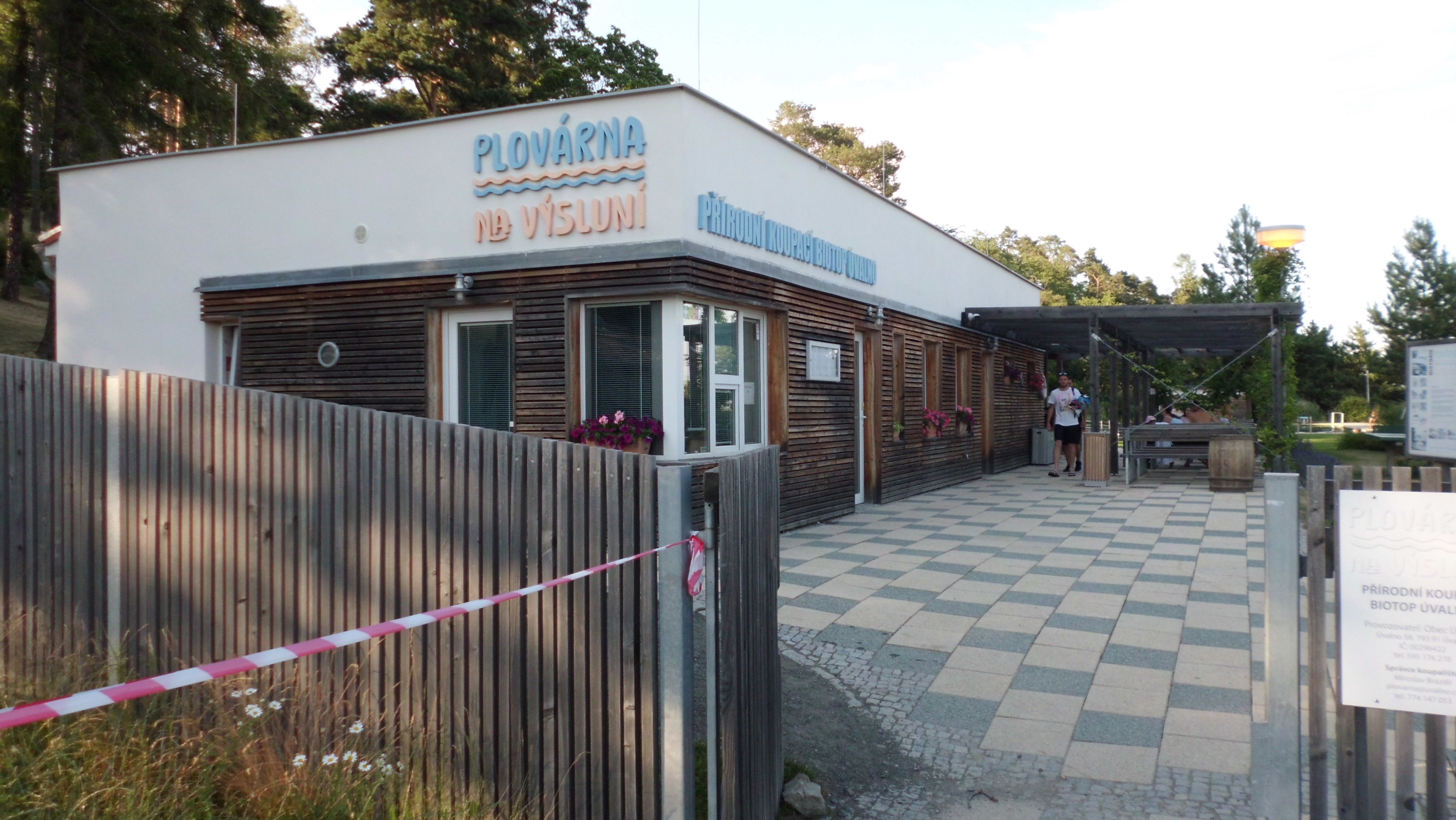
Večerní pohled na vstup
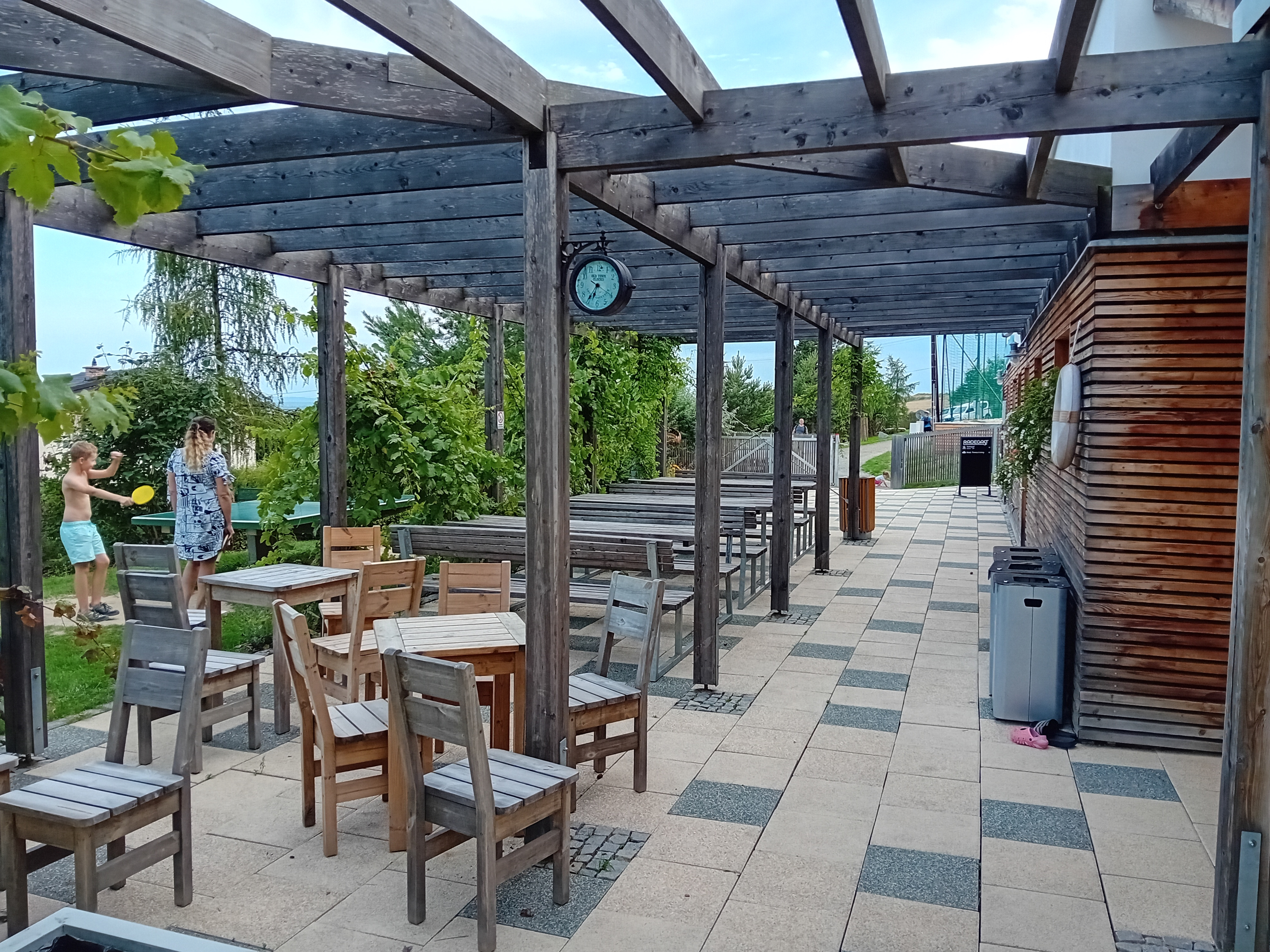
Posezení u občerstvení
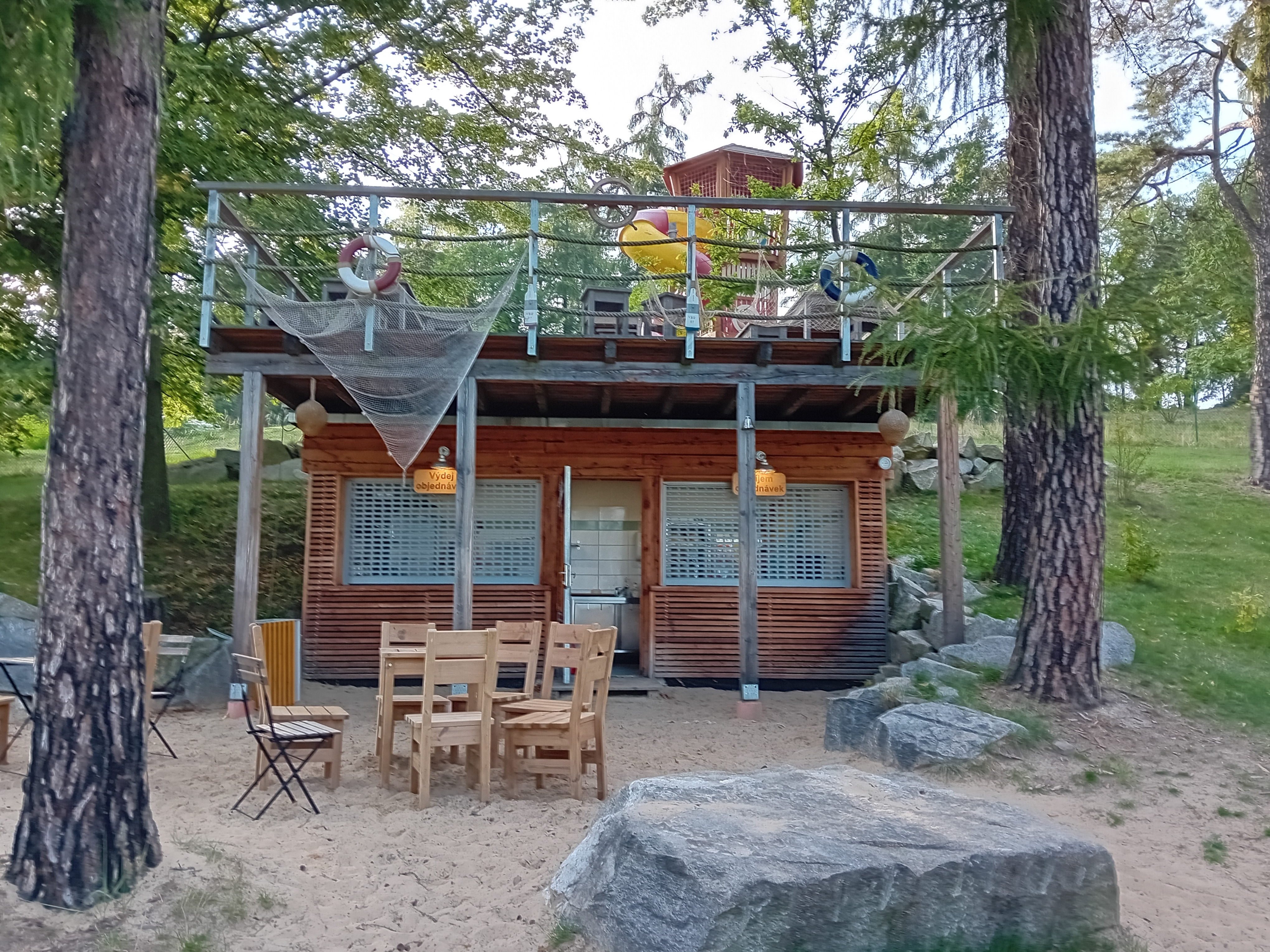
Vrchní bufet
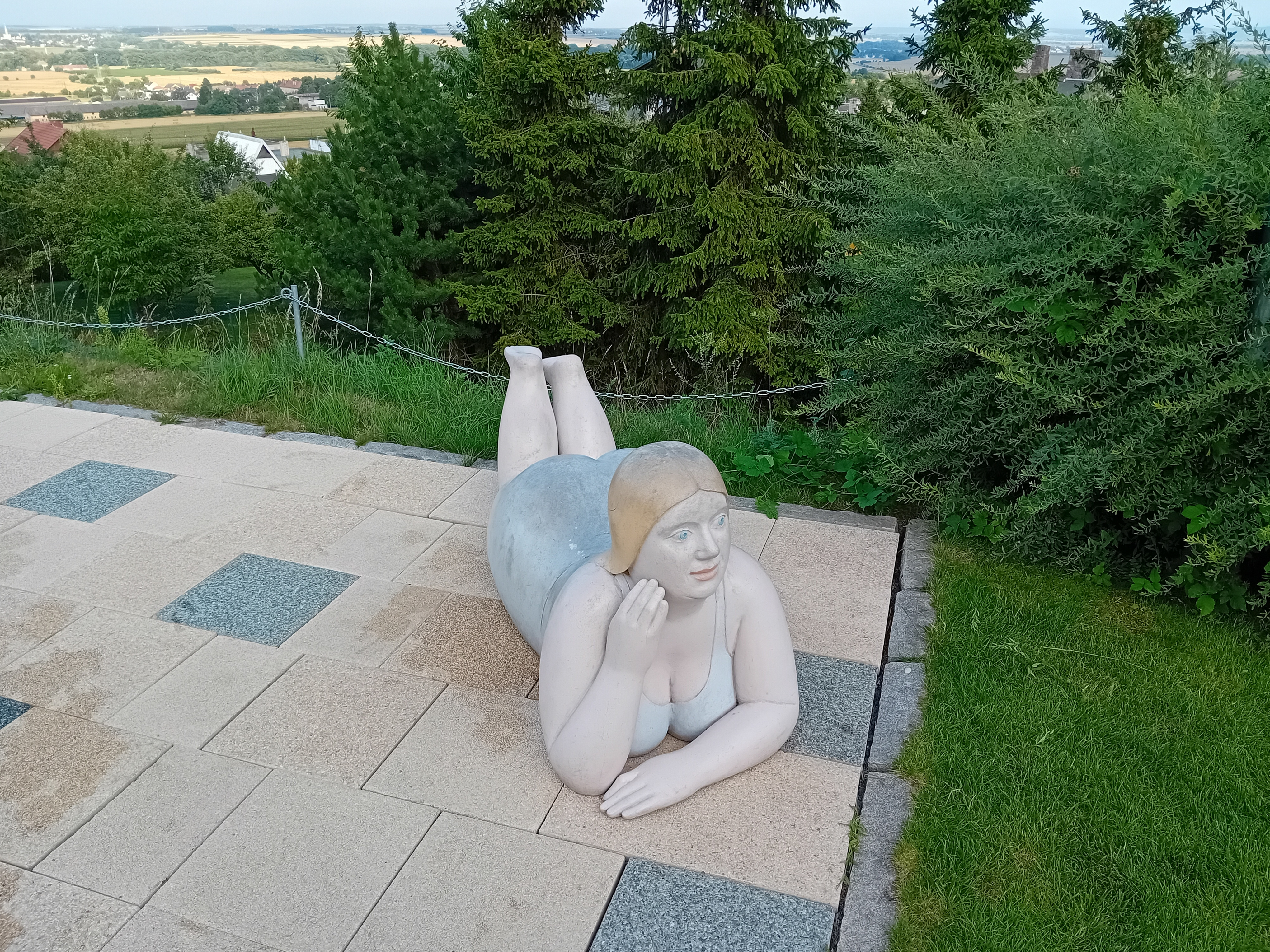
Socha
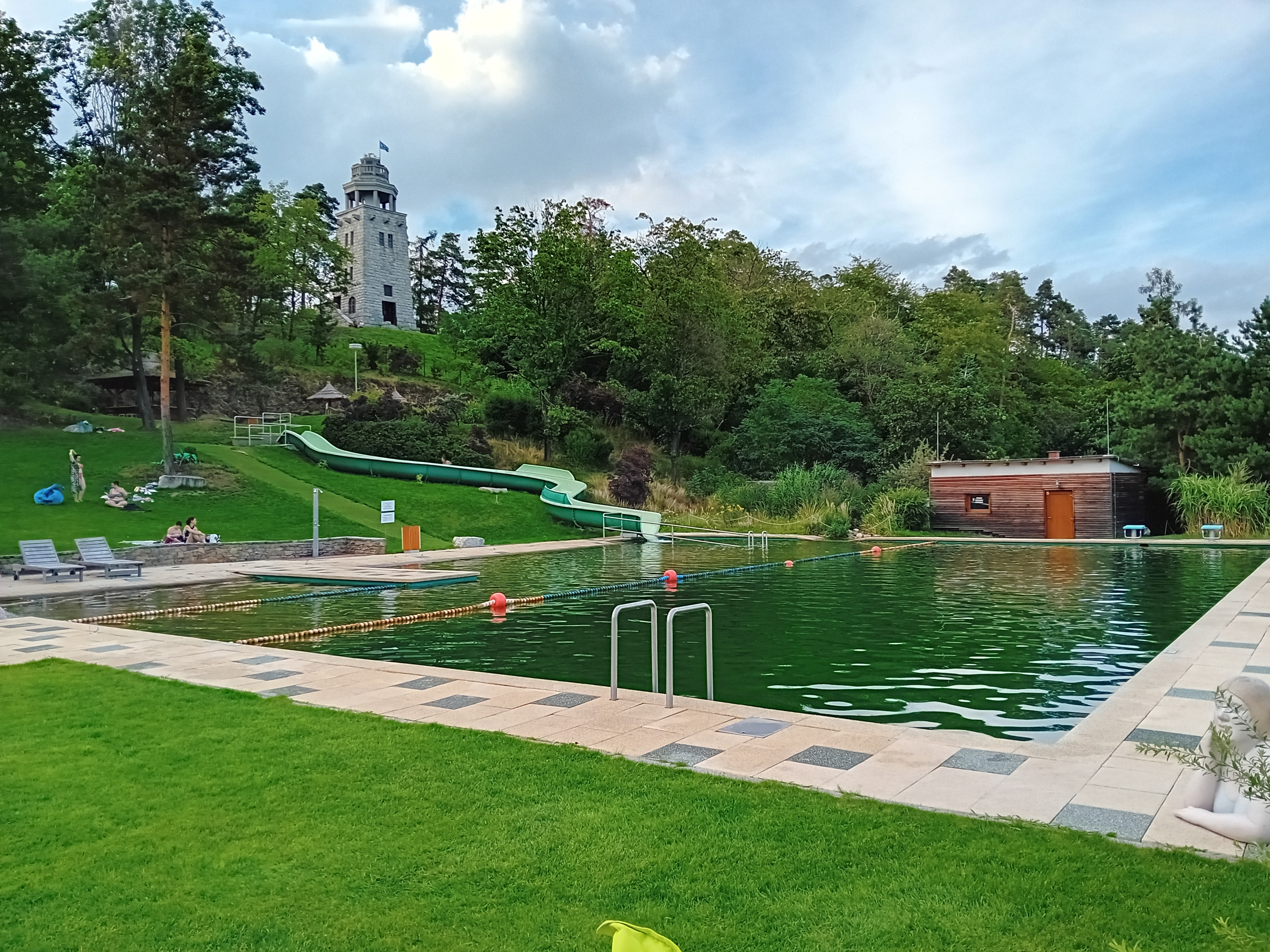
Pohled na rozhlednu
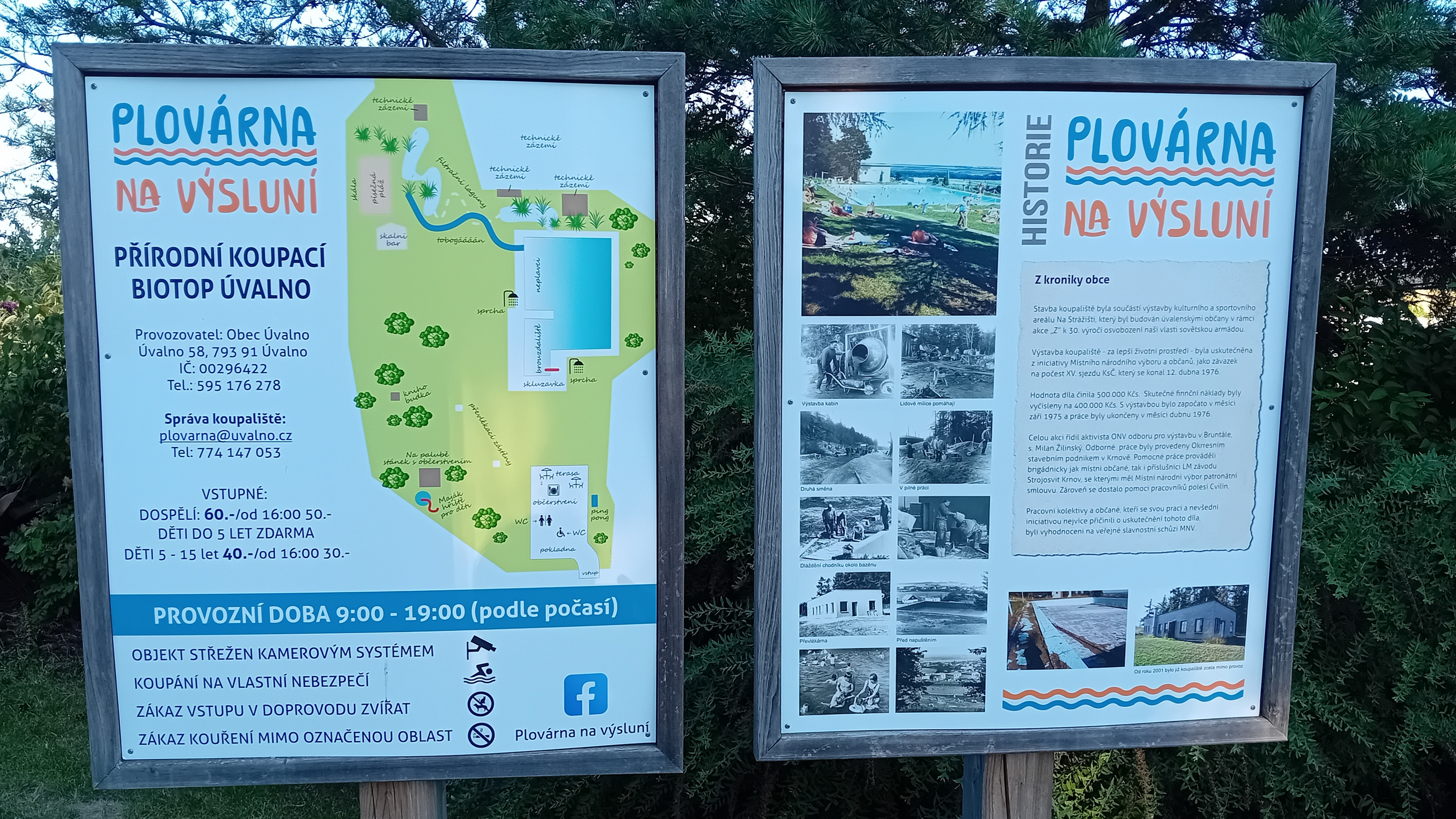
Infotabule
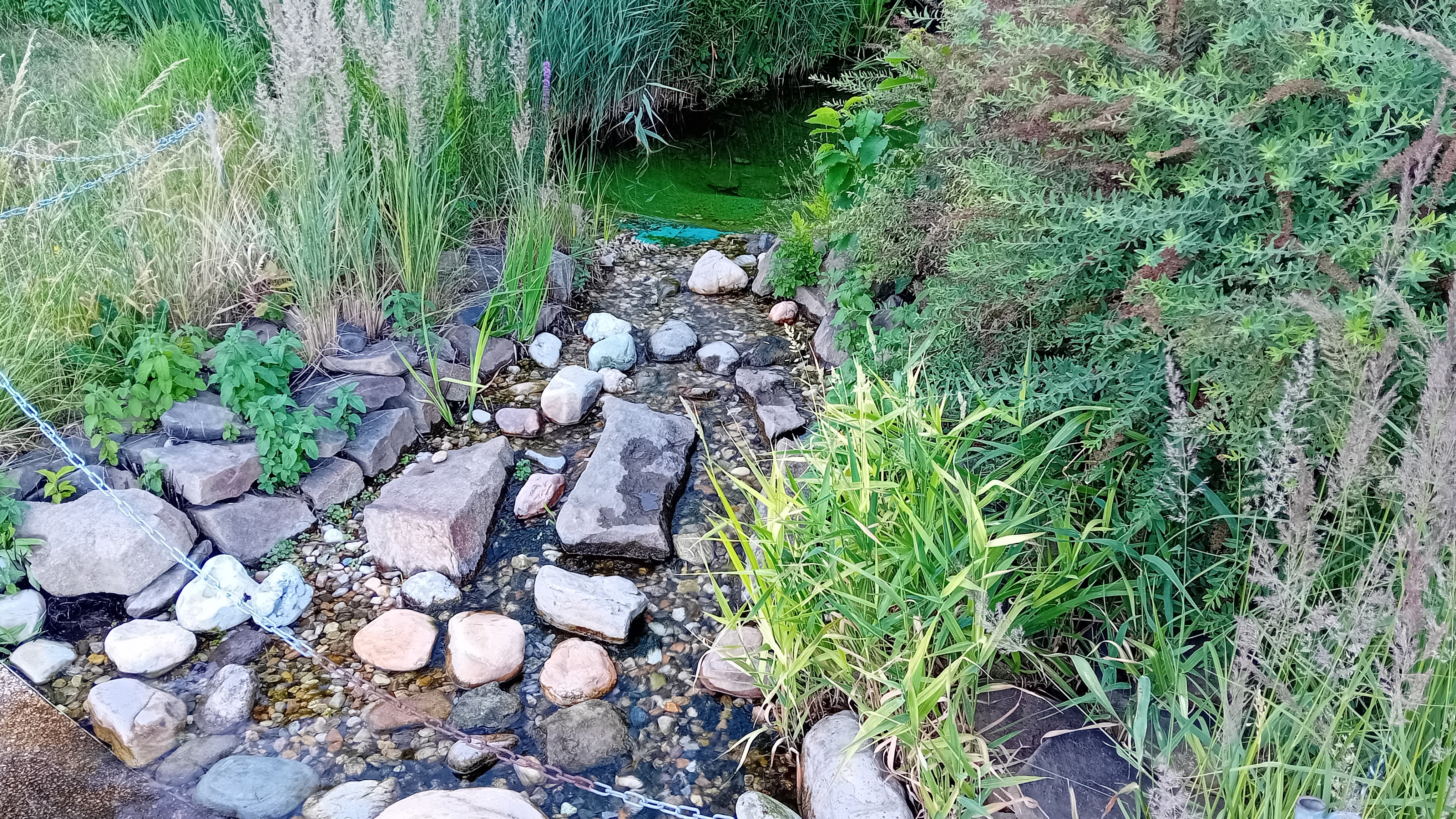
Filtrační laguny
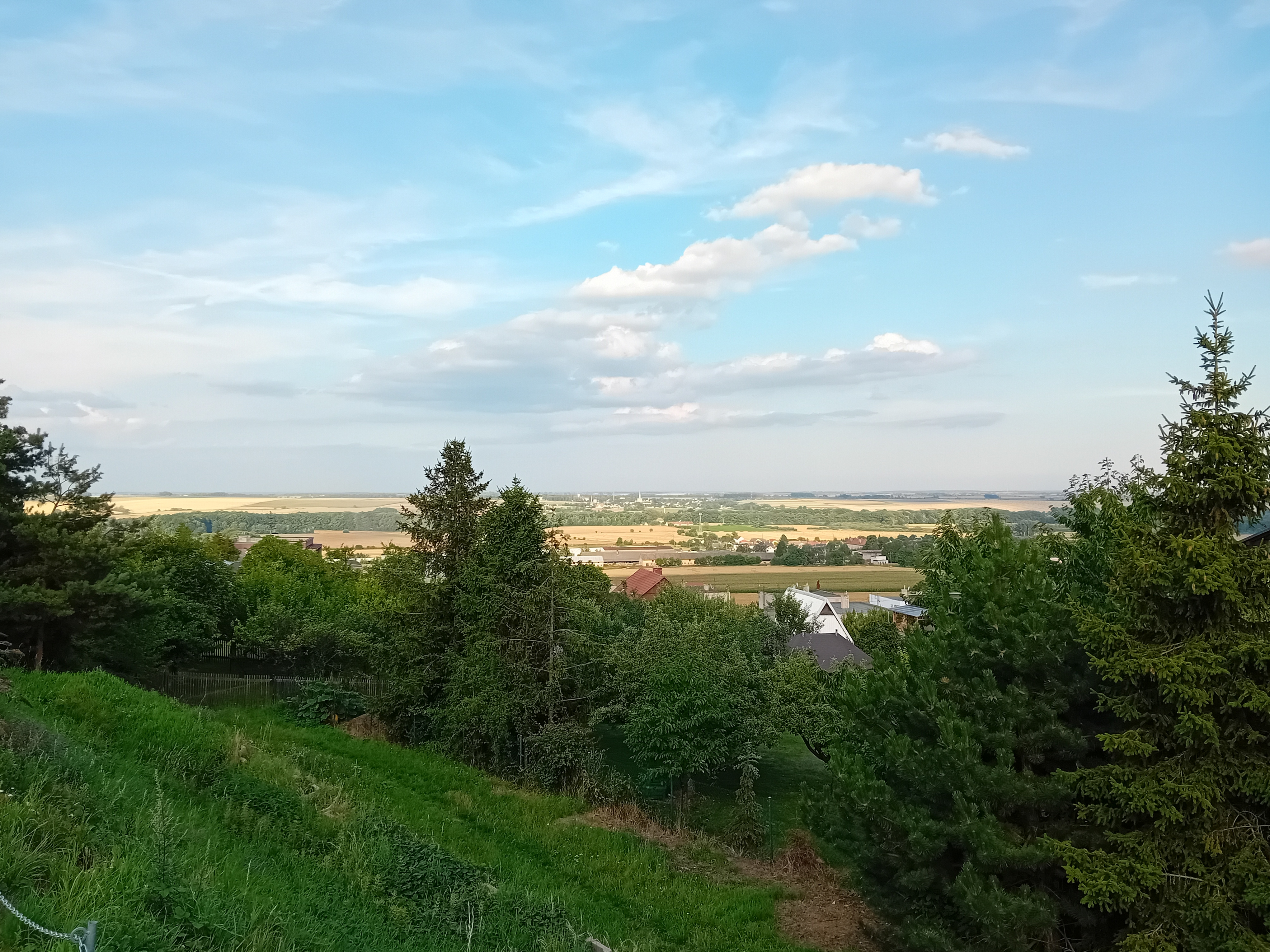
Výhled do krajiny
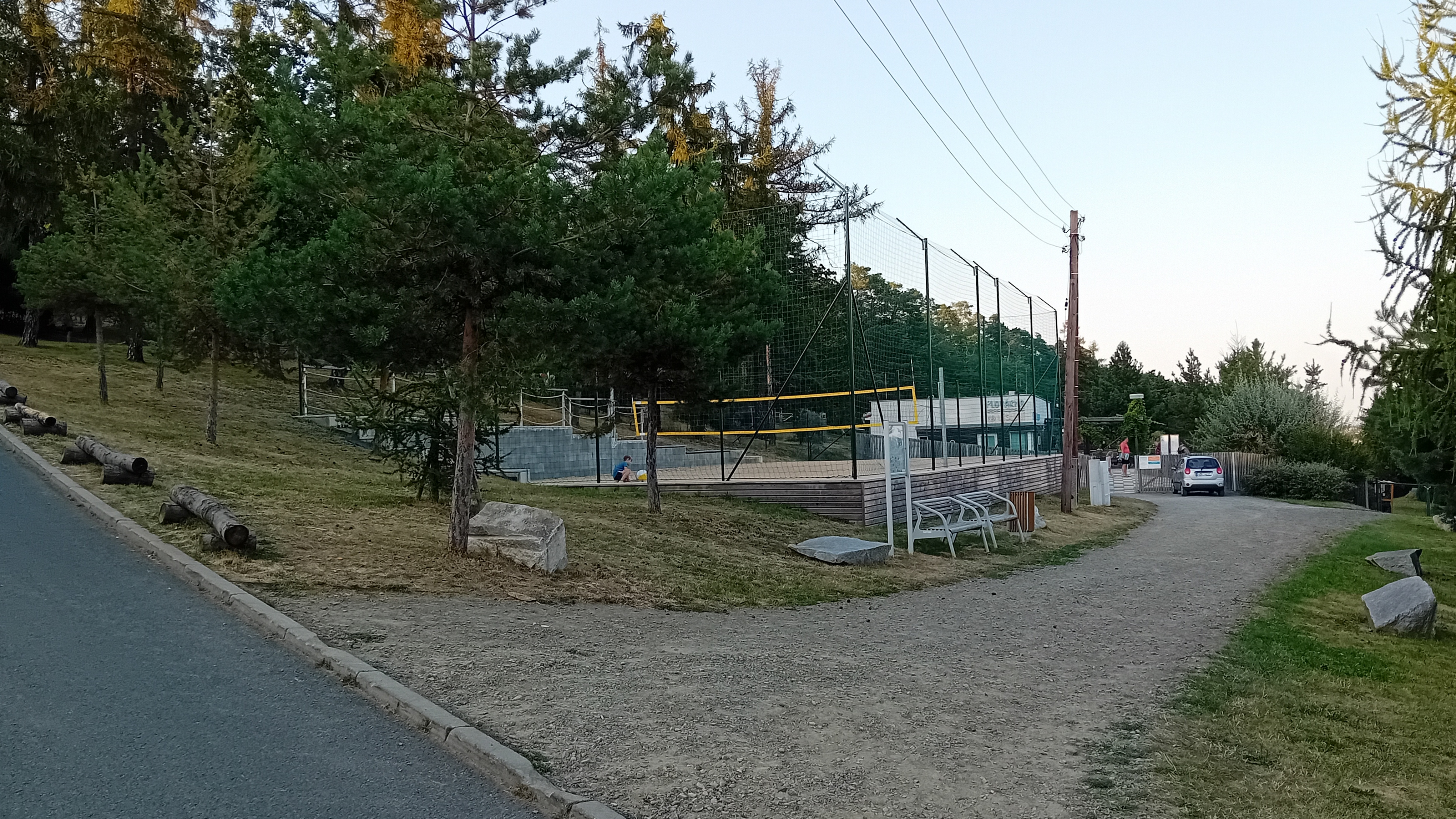
Hřiště pro sporty